# Hydrelia arizana
Hydrelia arizana är en fjärilsart som beskrevs av Alfred Ernest Wileman 1911. Hydrelia arizana ingår i släktet Hydrelia och familjen mätare. Inga underarter finns listade i Catalogue of Life.

## Bildgalleri

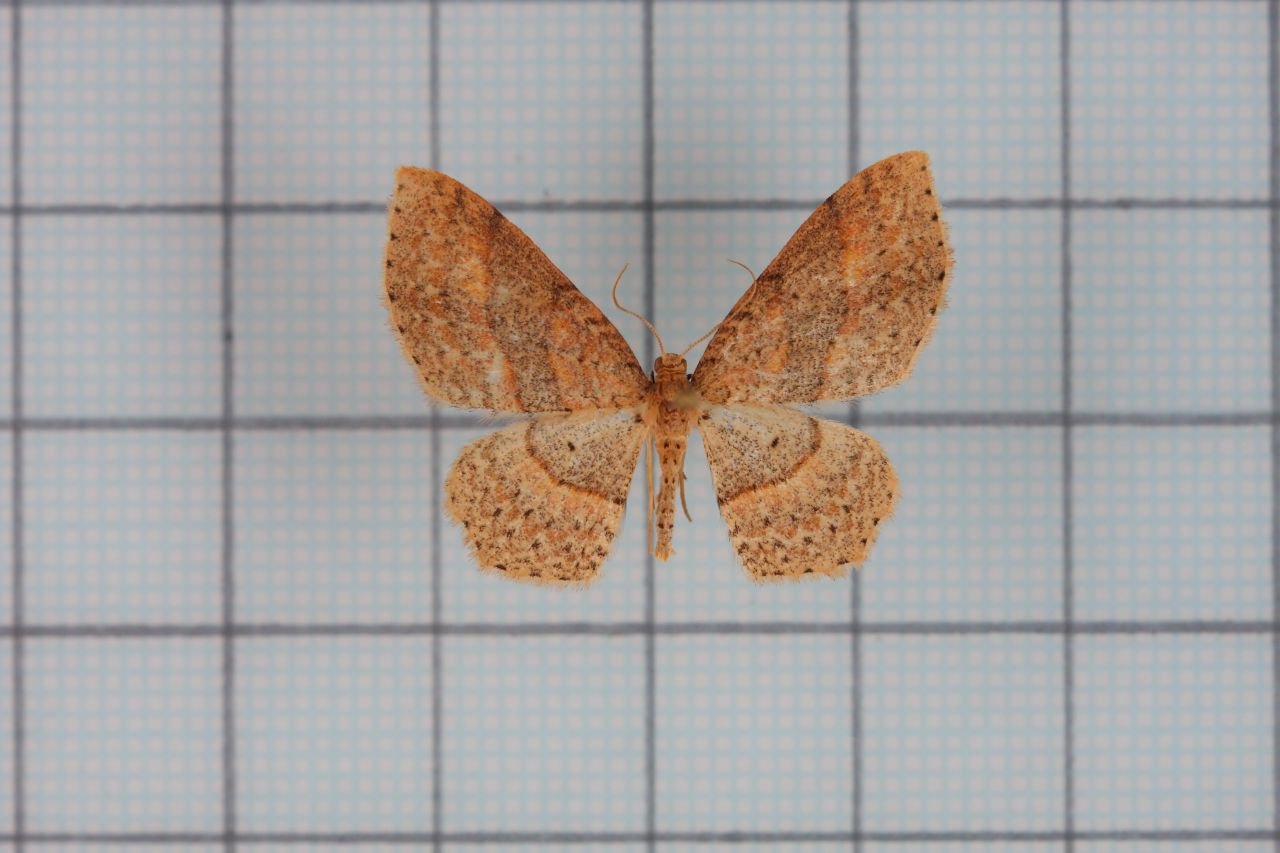